# 제네바 해군 군축 회담

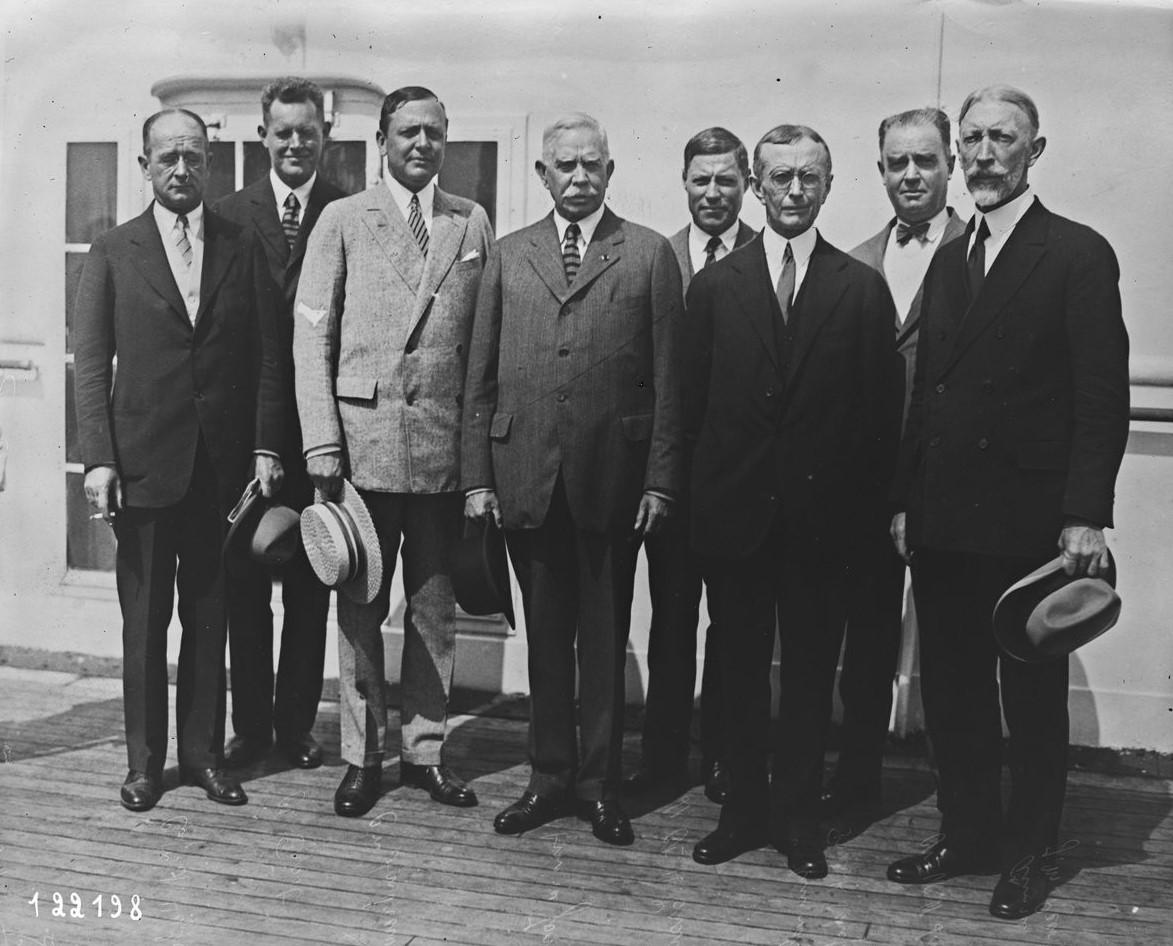

제네바 해군 군축 회담(Geneva Naval Conference)는 1927년 6월 20일부터 8월 4일에 걸쳐 스위스 제네바에서 열린 보조함 제한에 관한 국제 회담이다.

## 개요
제1차 세계 대전 이후 해군 군축 문제에 관해서는, 1921년과 1922년의 워싱턴 해군 군축 회담에서 체결된 워싱턴 해군 군축 조약에 의해 주력함(전함과 항공모함)에 대해서는 건조 규제와 보유 수량을 확정했지만, 보조함(순양함과 잠수함 등)에 대해서는 여전히 미해결 상태였다. 게다가 조약 체결 후 보조함의 성능이 크게 향상함에 따라 그 제한은 열강 사이에서 급선무로 간주되고 있었다. 그래서 1927년 미국 캘빈 쿨리지 대통령의 제창으로, 미국, 영국, 일본의 대표가 제네바에 모여 6월 20일부터 군축 회담이 시작되었다. 일본은 원래 해군 장관으로 조선 총독이었던 사이토 마코토와 전 외무장관이었던 이시이 기쿠지로가 전권대사로 참석했다.
당시 다나카 기이치 내각은 구미에 대해서는 협조 노선에 임할 방침이었다. 그러나 정작 회담에서는 미국의 ‘비율주의’와 영국의 ‘개함 규제주의’가 대립하였고, 양국의 주장은 평행선을 그으면서 그대로 어떤 타협도 하지 못한 채 8월 4일에 결렬되었다. 따라서 보조함 제한 조약은 결산 수정되었고, 1930년 런던 해군 군축 회담에서 다시 논의가 이루어지게 된다.